# هيغاشي-أوساكا (أوساكا)
هيغاشي-أوساكا (東大阪市 باليابانية) هي إحدى مدن محافظة أوساكا في اليابان، قدر عدد سكانها ب513,178 نسمة في عام 2003 بمعدل كثافة سكانية قدرها 8,302.51 شخص لكل كم². تبلغ المساحة الكلية للمدينة 61.81 كم².

## توأمة
لهيغاشي-أوساكا (أوساكا) اتفاقيات توأمة مع:
- ميته

## أعلام
- هيروكي فوجيهارو
- كيوهي نوبوريساتو
- كازو ماتسوي
- كوجي كاناغاوا
- شيزو أكيرا

## وصلات خارجية
الموقع الرسمي لمدينة هيغاشيوساكا